# TLS 가속

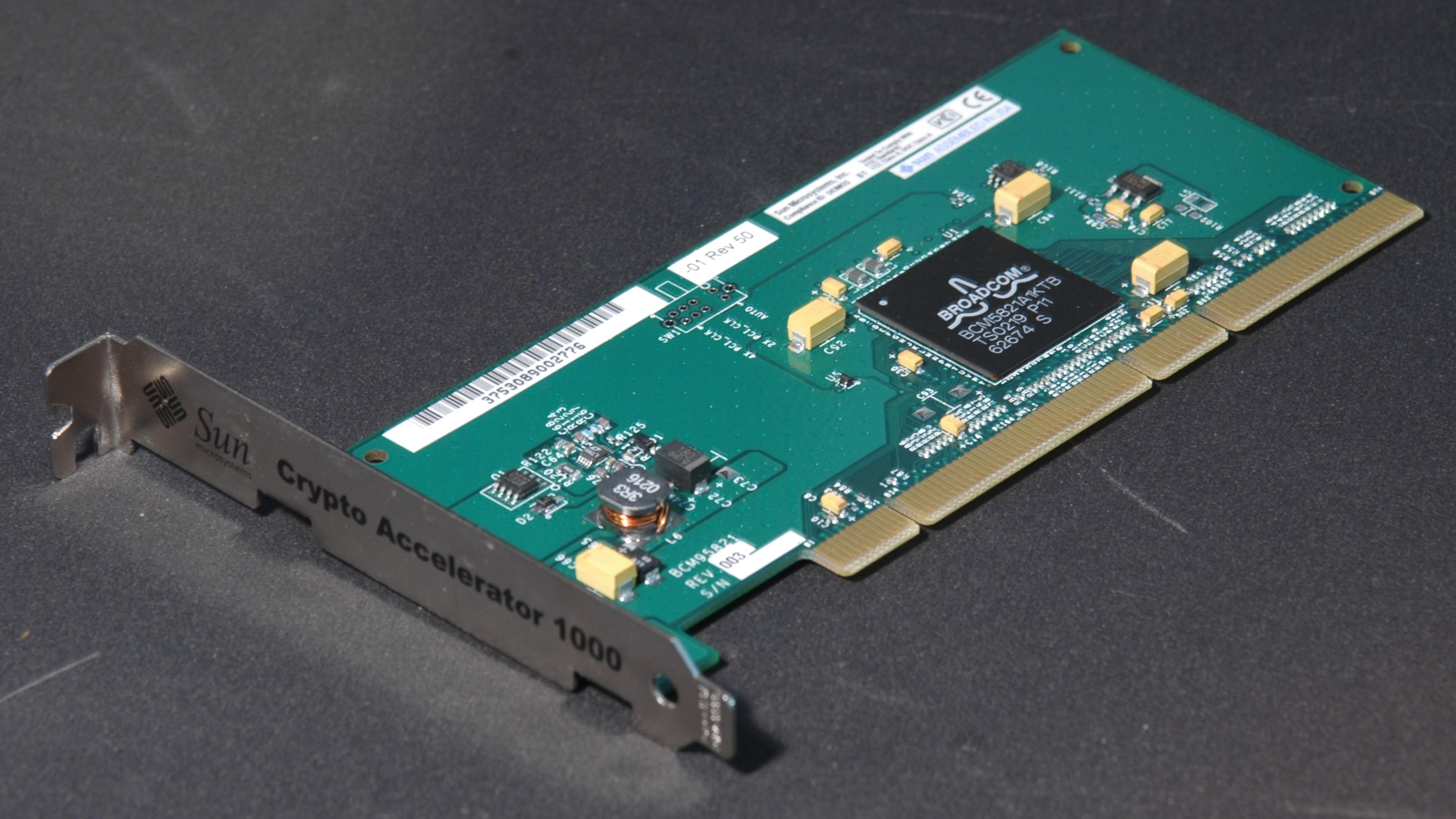
2002년에 출시된 선 마이크로시스템즈 SSL 가속기 PCI 카드

TLS 가속(TLS acceleration, 구 명칭: SSL 가속, SSL acceleration)은 전송 계층 보안(TLS) 및 그 전신인 보안 소켓 계층(SSL)을 위한 프로세서 집약적인 공개 키 암호화를 하드웨어 가속기로 오프로드하는 방식이다.
일반적으로 이는 컴퓨터의 PCI 슬롯에 연결되어 SSL 처리의 많은 부분을 처리할 수 있는 하나 이상의 코프로세서를 포함하는 별도의 카드를 갖는 것을 의미한다.
TLS 가속기는 상용 CPU를 사용할 수도 있지만, 대부분은 맞춤형 ASIC 및 RISC 칩을 사용하여 대부분의 어려운 계산 작업을 수행한다.

## TLS 가속의 원리
TLS 세션에서 가장 계산 비용이 많이 드는 부분은 TLS 핸드셰이크이다. 여기서 TLS 서버(일반적으로 웹 서버)와 TLS 클라이언트(일반적으로 웹 브라우저)는 연결의 보안을 설정하는 여러 매개변수에 동의한다. TLS 핸드셰이크 동안 서버와 클라이언트는 세션 키(주어진 세션 기간 동안 사용되는 대칭 키)를 설정하지만, TLS 핸드셰이크 메시지 자체의 암호화 및 서명은 비대칭 키를 사용하여 수행되며, 이는 세션 데이터의 암호화/복호화에 사용되는 대칭 암호화보다 더 많은 계산 능력을 요구한다.
일반적으로 하드웨어 TLS 가속기는 TLS 핸드셰이크 처리를 오프로드하고, 실제 TLS 데이터 교환의 덜 집약적인 대칭 키 암호는 서버 소프트웨어에 맡기지만, 일부 가속기는 모든 TLS 작업을 처리하고 TLS 연결을 종료하여 서버가 해독된 연결만 보게 한다. 때로는 데이터 센터에서 리버스 프록시 구성으로 TLS 가속을 위한 전용 서버를 사용하기도 한다.

### 중앙 프로세서 지원
최신 X86 CPU는 2008년 3월 인텔이 제안한 AES-NI를 사용하여 하드웨어에서 고급 암호화 표준(AES) 인코딩 및 디코딩을 지원한다.
올위너 테크놀로지는 자사의 A10, A20, A30 및 A80 ARM 시스템 온 칩 시리즈에 하드웨어 암호화 가속기를 제공하며, 모든 ARM CPU는 이후의 ARMv8 아키텍처에서 가속 기능을 갖는다. 이 가속기는 RSA 공개 키 알고리즘, 여러 널리 사용되는 대칭 키 암호, 암호화 해시 함수, 그리고 암호학적으로 안전한 의사 난수 생성기를 제공한다.

## 같이 보기
- 애플리케이션 딜리버리 컨트롤러
- 하드웨어 보안 모듈
- Stunnel
- TLS 오프로딩